# ینی‌کند (قبله)
ینی‌کند (به لاتین: Yenikənd) یک منطقه مسکونی در جمهوری آذربایجان است که در شهرستان قبله واقع شده است. ینی‌کند ۱۷۹۶ نفر جمعیت دارد.